# Comté de Ross (Ohio)
Pour les articles homonymes, voir Comté de Ross.
Le comté de Ross – en anglais : Ross County – est un des 88 comtés de l'État de l'Ohio, aux États-Unis.
Son siège est fixé à Chillicothe.

## Géographie
Selon les données du Bureau du recensement des États-Unis, le comté de Ross  a une superficie de 1 795 km² (soit 693 mi²), dont 1 783 km² (soit 688 m²) en surfaces terrestres et 12 km² (soit 5 mi²) en surfaces aquatiques.

## Comtés limitrophes
- Comté de Pickaway, au nord
- Comté de Hocking, au nord-est
- Comté de Vinton, à l'est
- Comté de Jackson, au sud-est
- Comté de Pike, au sud
- Comté de Highland, au sud-ouest
- Comté de Fayette, au nord-ouest

## Démographie
Le comté était peuplé, lors du recensement de 2000, de 73 345 habitants.

## Municipalités du comté

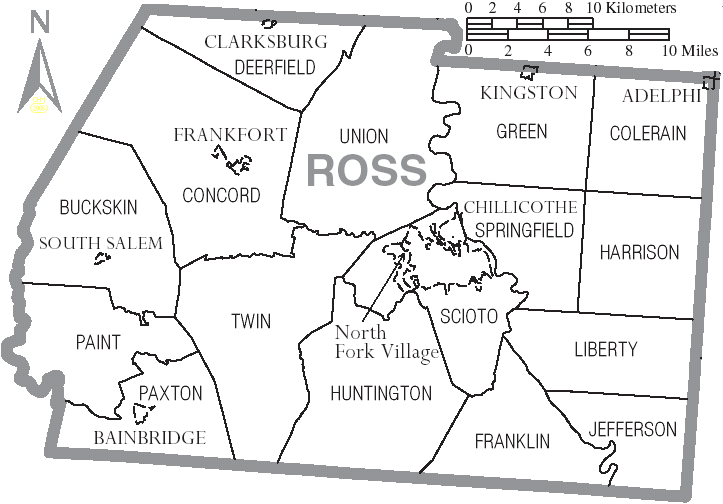
Carte des municipalités et townships du comté de Ross dans l'Ohio

| - Adelphi, - Bainbridge, - Chillicothe, | - Clarksburg, - Frankfort, | - Kingston, - South Salem, |

### Townships
| - Buckskin, - Colerain, - Concord, - Deerfield, - Franklin, - Green, | - Harrison, - Huntington, - Jefferson, - Liberty, - Paint, | - Paxton - Scioto - Springfield - Twin - Union |

### Census-designated place
- North Fork Village

### Autres localités
| - Bourneville - Denver - Hallsville | - Knockemstiff - Londonderry | - Richmond Dale (connu aussi sous le nom de "Richmondale") - Roxabell |

## Lieux particulièrement notables du comté
- Le Cercle de Shriver avec ses ouvrages en terre (33 RO 347)[1] est un site archéologique précolombien de la culture de l'Ohio Hopewell, de 200 av. J.-C. à 500 apr. J.-C., situé à Chillicothe dans le comté de Ross. Ce site est l'un des plus vastes enclos circulaires de la culture Hopewell dans l'état de l'Ohio[2].